# Sublegatus
A Sublegatus a madarak (Aves) osztályának verébalakúak (Passeriformes) rendjébe és a királygébicsfélék (Tyrannidae) családjába tartozó nem.

## Rendszerezés
A nembe az alábbi 3 faj tartozik:
- Sublegatus arenarum
- Sublegatus modestus
- Sublegatus obscurior